# Elezioni comunali in Lombardia del 1999
Il 13 giugno 1999 (con ballottaggio il 27 giugno) in Lombardia si tennero le elezioni per il rinnovo di numerosi consigli comunali.

## Milano

### Arese
| Candidati e Liste                    | Voti   | %      | Seggi |
| ------------------------------------ | ------ | ------ | ----- |
| Gino Perferi                         | 6.834  | 57,63  | -     |
| Forza Italia                         | 3.067  | 30,30  | 7     |
| Centro Cristiano Democratico         | 1.230  | 12,15  | 3     |
| Alleanza Nazionale                   | 1.109  | 10,96  | 2     |
| Arese Insieme                        | 340    | 3,36   | -     |
| Rosella Ronchi                       | 3.219  | 27,14  | 1     |
| Democratici di Sinistra              | 1.214  | 11,99  | 3     |
| Con Rosella Ronchi                   | 857    | 8,47   | 2     |
| Federazione dei Verdi                | 324    | 3,20   | -     |
| Partito Popolare Italiano            | 265    | 2,62   | -     |
| Roberto Antoniol                     | 963    | 8,12   | 1     |
| Lega Nord                            | 912    | 9,01   | 1     |
| Pasquale Maino                       | 457    | 3,85   | -     |
| Partito della Rifondazione Comunista | 436    | 4,31   | -     |
| Carlo Piva                           | 386    | 3,25   | -     |
| Socialisti Democratici Italiani      | 367    | 3,63   | -     |
| Totale alle liste                    | 10.121 | 100,00 | 18    |
| TOTALE                               | 11.859 | 100,00 | 20    |

### Bollate
| Candidati e Liste                    | Voti   | %      | Seggi |
| ------------------------------------ | ------ | ------ | ----- |
| Giovanni Nizzola                     | 11.934 | 46,09  | -     |
| Democratici di Sinistra              | 4.651  | 19,53  | 8     |
| Città per Cambiare                   | 3.485  | 14,63  | 6     |
| Partito dei Comunisti Italiani       | 1.427  | 5,99   | 2     |
| Partito Popolare Italiano            | 677    | 2,84   | 1     |
| Socialisti Democratici Italiani      | 637    | 2,67   | 1     |
| Ornella Aquilici                     | 8.649  | 33,40  | 1     |
| Forza Italia                         | 5.605  | 23,53  | 6     |
| Alleanza Nazionale                   | 1.395  | 5,86   | 1     |
| Centro Cristiano Democratico         | 867    | 3,64   | -     |
| Carlo Vaghi                          | 2.206  | 8,52   | 1     |
| Lega Nord                            | 2.126  | 8,93   | 1     |
| Massimo Nichetti                     | 2.037  | 7,87   | 1     |
| Partito della Rifondazione Comunista | 1.980  | 8,31   | 1     |
| Elio Carissimi                       | 1.069  | 4,13   | -     |
| Progetto Comune                      | 970    | 4,07   | -     |
| Totale alle liste                    | 23.820 | 100,00 | 27    |
| TOTALE                               | 25.895 | 100,00 | 30    |

### Brugherio
| Candidati e Liste                    | Voti   | %      | Seggi |
| ------------------------------------ | ------ | ------ | ----- |
| Carlo Antonio Cifronti               | 5.468  | 29,82  | -     |
| Democratici di Sinistra              | 2.623  | 16,06  | 5     |
| Partito Popolare Italiano            | 1.460  | 8,94   | 3     |
| Federazione dei Verdi                | 550    | 3,37   | 1     |
| Giuseppe Gatti                       | 8.322  | 45,38  | 1     |
| Forza Italia                         | 4.719  | 28,89  | 4     |
| Per Brugherio                        | 1.325  | 8,11   | 1     |
| Alleanza Nazionale                   | 1.000  | 6,12   | 1     |
| Centro Cristiano Democratico         | 537    | 3,29   | -     |
| Maurizio Ronchi                      | 2.437  | 13,29  | 1     |
| Lega Nord                            | 1.599  | 9,79   | -     |
| Forza Brugherio                      | 485    | 2,97   | -     |
| Ermenegildo Caimi                    | 1.175  | 6,41   | 1     |
| Partito della Rifondazione Comunista | 1.145  | 7,01   | 1     |
| Claudio Sarimari                     | 936    | 5,10   | 1     |
| Socialisti Democratici Italiani      | 889    | 5,44   | -     |
| Totale alle liste                    | 16.332 | 100,00 | 16    |
| TOTALE                               | 18.338 | 100,00 | 20    |

### Cesano Boscone
| Candidati e Liste                    | Voti   | %      | Seggi |
| ------------------------------------ | ------ | ------ | ----- |
| Bruna Brembilla                      | 8.375  | 57,90  | -     |
| Democratici di Sinistra              | 3.253  | 25,32  | 6     |
| Partito Popolare Italiano            | 1.367  | 10,64  | 2     |
| Socialisti Democratici Italiani      | 1.088  | 8,47   | 2     |
| Partito della Rifondazione Comunista | 894    | 6,96   | 1     |
| Federazione dei Verdi                | 649    | 5,05   | 1     |
| Antonia Parisotto                    | 5.280  | 36,50  | 1     |
| Forza Italia                         | 3.547  | 27,60  | 5     |
| Alleanza Nazionale                   | 1.302  | 10,13  | 1     |
| Stefano Bellintani                   | 810    | 5,60   | 1     |
| Lega Nord                            | 750    | 5,84   | -     |
| Totale alle liste                    | 12.850 | 100,00 | 18    |
| TOTALE                               | 14.465 | 100,00 | 20    |

### Cesano Maderno
| Candidati e Liste                                                  | Voti   | %      | Seggi |
| ------------------------------------------------------------------ | ------ | ------ | ----- |
| Pietro Ponti                                                       | 11.905 | 58,31  | -     |
| Ponti per Cesano (PPI-CCD-Popolari per Cesano-Alleanza per Cesano) | 7.743  | 41,57  | 14    |
| Democratici di Sinistra                                            | 2.435  | 13,07  | 4     |
| I Democratici                                                      | 397    | 2,13   | -     |
| Umberto Vaghi                                                      | 6.032  | 29,55  | 1     |
| Forza Italia                                                       | 3.327  | 17,86  | 5     |
| Cesano è la Mia Città                                              | 1.028  | 5,52   | 1     |
| Alleanza Nazionale                                                 | 731    | 3,92   | 1     |
| Alba                                                               | 600    | 3,22   | 1     |
| Marina Romanò                                                      | 1.962  | 9,61   | 1     |
| Lega Nord                                                          | 1.868  | 10,03  | 2     |
| Donato Mancino                                                     | 360    | 1,76   | -     |
| Partito della Rifondazione Comunista                               | 350    | 1,88   | -     |
| Mario Mornata                                                      | 157    | 0,77   | -     |
| Lista per l'Interramento della Ferrovia                            | 147    | 0,79   | -     |
| Totale alle liste                                                  | 18.626 | 100,00 | 28    |
| TOTALE                                                             | 20.416 | 100,00 | 30    |

### Cinisello Balsamo
| Candidati e Liste                         | Voti   | %      | Seggi |
| ----------------------------------------- | ------ | ------ | ----- |
| Daniela Gasparini                         | 22.582 | 54,00  | -     |
| Democratici di Sinistra                   | 10.741 | 28,16  | 11    |
| Partito Popolare Italiano                 | 2.821  | 7,40   | 3     |
| Partito della Rifondazione Comunista      | 2.155  | 5,65   | 2     |
| I Democratici                             | 1.423  | 3,73   | 1     |
| Socialisti Democratici Italiani           | 1.091  | 2,86   | 1     |
| Federazione dei Verdi                     | 888    | 2,33   | -     |
| Partito dei Comunisti Italiani            | 794    | 2,08   | -     |
| Sandro Sisler                             | 13.469 | 32,21  | 1     |
| Forza Italia-Centro Cristiano Democratico | 10.036 | 26,31  | 7     |
| Alleanza Nazionale                        | 2.750  | 7,21   | 2     |
| Ezio Meroni                               | 2.671  | 6,39   | 1     |
| Ambiente e Solidarietà                    | 2.491  | 6,53   | -     |
| Angelo Leoni                              | 2.121  | 5,07   | 1     |
| Lega Nord                                 | 2.082  | 5,46   | -     |
| Antonello Grati                           | 774    | 1,85   | -     |
| Liberal Sgarbi                            | 684    | 1,79   | -     |
| Luisa Taranto                             | 205    | 0,49   | -     |
| Partito Umanista                          | 188    | 0,49   | -     |
| Totale alle liste                         | 38.144 | 100,00 | 27    |
| TOTALE                                    | 41.822 | 100,00 | 30    |

### Cologno Monzese
| Candidati e Liste                                                  | Voti   | %      | Seggi |
| ------------------------------------------------------------------ | ------ | ------ | ----- |
| Giuseppe Milan                                                     | 15.206 | 52,58  | -     |
| Democratici di Sinistra                                            | 4.251  | 16,72  | 7     |
| Con Milan per Cologno                                              | 2.505  | 9,85   | 4     |
| Partito della Rifondazione Comunista                               | 1.376  | 5,41   | 2     |
| Federazione dei Verdi                                              | 1.302  | 5,12   | 2     |
| Socialisti Democratici Italiani                                    | 1.010  | 3,97   | 1     |
| Partito Popolare Italiano                                          | 955    | 3,76   | 1     |
| Partito dei Comunisti Italiani                                     | 729    | 2,87   | 1     |
| Partito Repubblicano Italiano                                      | 457    | 1,80   | -     |
| Angelo Cantalupo                                                   | 12.575 | 43,49  | 1     |
| Forza Italia                                                       | 5.890  | 23,17  | 6     |
| Partito Socialista                                                 | 2.134  | 8,39   | 2     |
| Alleanza Nazionale                                                 | 1.376  | 5,41   | 1     |
| Società Libera                                                     | 1.209  | 4,76   | 1     |
| Centro Unito per Cologno (Rinnovamento Italiano-UDEUR-Patto Segni) | 721    | 2,84   | -     |
| Ambiente e Diritti                                                 | 169    | 0,66   | -     |
| Centro Cristiano Democratico                                       | 139    | 0,55   | -     |
| Radicali Libertari                                                 | 125    | 0,49   | -     |
| Sergio Tomaselli                                                   | 1.137  | 3,93   | 1     |
| Lega Nord                                                          | 1.077  | 4,24   | -     |
| Totale alle liste                                                  | 25.425 | 100,00 | 28    |
| TOTALE                                                             | 28.918 | 100,00 | 30    |

### Cormano
| Candidati e Liste                                 | Voti   | %      | Seggi |
| ------------------------------------------------- | ------ | ------ | ----- |
| Francesco Maria Boselli                           | 4.805  | 43,40  | -     |
| Democratici di Sinistra                           | 2.535  | 25,14  | 8     |
| Partito Popolare Italiano                         | 822    | 8,15   | 2     |
| Federazione dei Verdi                             | 430    | 4,27   | 1     |
| Partito dei Comunisti Italiani                    | 405    | 4,02   | 1     |
| Carlo Alberto Bazzi                               | 4.213  | 38,05  | 1     |
| Forza Italia                                      | 2.807  | 27,84  | 4     |
| Alleanza Nazionale                                | 921    | 9,14   | 1     |
| Centro Cristiano Democratico-Lista Civica Cormano | 195    | 1,93   | -     |
| Massimo Cionci                                    | 898    | '8,11  | 1     |
| Partito della Rifondazione Comunista              | 861    | 8,54   | -     |
| Orazio Ragaiolo                                   | 691    | 6,24   | 1     |
| Lega Nord                                         | 657    | 6,52   | -     |
| Luca Novati                                       | 465    | 4,20   | -     |
| Socialisti Democratici Italiani                   | 449    | 4,45   | -     |
| Totale alle liste                                 | 10.082 | 100,00 | 17    |
| TOTALE                                            | 11.072 | 100,00 | 20    |

### Cornaredo
| Candidati e Liste                    | Voti   | %      | Seggi |
| ------------------------------------ | ------ | ------ | ----- |
| Claudio Croci                        | 5.041  | 42,31  | -     |
| Democratici di Sinistra              | 1.949  | 18,36  | 6     |
| Partito Popolare Italiano            | 1.000  | 9,42   | 3     |
| Socialisti Democratici Italiani      | 396    | 3,73   | 1     |
| Federazione dei Verdi                | 312    | 2,94   | 1     |
| Partito dei Comunisti Italiani       | 284    | 2,68   | 1     |
| Alternativa Solidarietà Ambiente     | 261    | 2,46   | -     |
| Daniele Rizzi                        | 4.353  | 36,53  | 1     |
| Forza Italia                         | 2.695  | 25,39  | 4     |
| Alleanza Nazionale                   | 904    | 8,52   | 1     |
| Città Nuova                          | 373    | 3,51   | -     |
| Luciano Bassani                      | 1.140  | 9,57   | 1     |
| Lega Nord                            | 1.113  | 10,49  | -     |
| Elvira Sciancati                     | 945    | '7,93  | 1     |
| Partito della Rifondazione Comunista | 913    | 8,60   | -     |
| Domenico Bova                        | 436    | 3,66   | -     |
| Lista Civica                         | 415    | 3,91   | -     |
| Totale alle liste                    | 10.615 | 100,00 | 17    |
| TOTALE                               | 11.915 | 100,00 | 20    |

### Corsico
| Candidati e Liste                                                            | Voti   | %      | Seggi |
| ---------------------------------------------------------------------------- | ------ | ------ | ----- |
| Giorgio Perversi                                                             | 10.636 | 51,25  | -     |
| Democratici di Sinistra                                                      | 6.258  | 33,18  | 13    |
| Insieme per Corsico                                                          | 1.858  | 9,85   | 3     |
| Federazione dei Verdi                                                        | 546    | 2,89   | 1     |
| Socialisti Democratici Italiani                                              | 471    | 2,50   | 1     |
| Centro Democratico (Partito Popolare Italiano-Partito Repubblicano Italiano) | 271    | 1,44   | -     |
| Italo Quaranta                                                               | 8.069  | 38,88  | 1     |
| Forza Italia                                                                 | 5.037  | 26,71  | 6     |
| Alleanza Nazionale                                                           | 1.671  | 8,86   | 2     |
| Rinascimento e Sviluppo                                                      | 797    | 4,23   | 1     |
| Claudio Mendicino                                                            | 1.052  | 5,07   | 1     |
| Partito della Rifondazione Comunista                                         | 998    | 5,29   | -     |
| Fernando Uggeri                                                              | 996    | 4,80   | 1     |
| Lega Nord                                                                    | 954    | 5,06   | -     |
| Totale alle liste                                                            | 18.861 | 100,00 | 27    |
| TOTALE                                                                       | 20.753 | 100,00 | 30    |

### Cusano Milanino
| Candidati e Liste                    | Voti   | %      | Seggi |
| ------------------------------------ | ------ | ------ | ----- |
| Pietro Garbagnati                    | 4.453  | 37,07  | -     |
| Democratici di Sinistra              | 2.604  | 23,68  | 9     |
| Partito Popolare Italiano            | 483    | 4,39   | 1     |
| Federazione dei Verdi                | 475    | 4,32   | 1     |
| Partito dei Comunisti Italiani       | 340    | 3,09   | 1     |
| Lorenza Racco                        | 4.688  | 39,02  | 1     |
| Forza Italia                         | 3.446  | 31,34  | 4     |
| Alleanza Nazionale                   | 935    | 8,50   | 1     |
| Sergio Ghisellini                    | 1.124  | 9,36   | 1     |
| Lega Nord                            | 1.088  | 9,90   | -     |
| Diego Valeri                         | 675    | 5,62   | 1     |
| Partito della Rifondazione Comunista | 640    | 5,82   | -     |
| Alessandro Colombo                   | 632    | 5,26   | -     |
| Autonomisti Riformisti               | 353    | 3,21   | -     |
| Socialisti Democratici Italiani      | 193    | 1,76   | -     |
| Rocco Morabito                       | 441    | 3,67   | -     |
| Partito Socialista                   | 438    | 3,98   | -     |
| Totale alle liste                    | 10.995 | 100,00 | 17    |
| TOTALE                               | 12.013 | 100,00 | 20    |

### Giussano
| Candidati e Liste                                  | Voti   | %      | Seggi |
| -------------------------------------------------- | ------ | ------ | ----- |
| Franco Riva                                        | 4.015  | 31,03  | -     |
| Giussano Democratica                               | 1.265  | 10,81  | 5     |
| Partito Repubblicano Italiano                      | 1.177  | 10,06  | 4     |
| Giussano la Nostra Città                           | 1.001  | 8,56   | 3     |
| Giulio Cassina                                     | 5.462  | 42,21  | 1     |
| Forza Italia                                       | 3.517  | 30,06  | 3     |
| Centro Cristiano Democratico-Popolari per Giussano | 1.438  | 12,29  | 1     |
| Stefano Tagliabue                                  | 2.950  | 22,80  | 1     |
| Lega Nord                                          | 2.815  | 24,06  | 2     |
| Vincenzo Esposito                                  | 512    | 3,96   | -     |
| Alleanza Nazionale                                 | 487    | 4,16   | -     |
| Totale alle liste                                  | 11.700 | 100,00 | 18    |
| TOTALE                                             | 12.939 | 100,00 | 20    |

### Lainate
| Candidati e Liste                                            | Voti   | %      | Seggi |
| ------------------------------------------------------------ | ------ | ------ | ----- |
| Pietro Romanò                                                | 5.262  | 38,33  | -     |
| Lainate nel Cuore                                            | 2.588  | 23,12  | 8     |
| Grancia Pagliera Barbaiana                                   | 1.251  | 11,18  | 4     |
| Alessandro Germinario                                        | 4.307  | 31,37  | 1     |
| Forza Italia-Alleanza Nazionale-Centro Cristiano Democratico | 3.175  | 28,37  | 3     |
| Lega per Lainate                                             | 463    | 4,14   | -     |
| Lista Civica                                                 | 201    | 1,80   | -     |
| Ombretta Degli Incerti                                       | 3.949  | 28,77  | 1     |
| L'Ulivo                                                      | 1.743  | 15,57  | 2     |
| Partito della Rifondazione Comunista                         | 1.224  | 10,94  | 1     |
| Socialisti Democratici Italiani                              | 379    | 3,39   | -     |
| Massimo Ambrosetti                                           | 210    | 1,53   | -     |
| Partito Umanista                                             | 168    | 1,50   | -     |
| Totale alle liste                                            | 11.192 | 100,00 | 18    |
| TOTALE                                                       | 13.728 | 100,00 | 20    |

### Melzo
| Candidati e Liste                    | Voti   | %      | Seggi |
| ------------------------------------ | ------ | ------ | ----- |
| Mario Barbaro                        | 4.696  | 39,56  | -     |
| Democratici di Sinistra              | 2.100  | 19,80  | 6     |
| Partito Popolare Italiano            | 1.134  | 10,69  | 3     |
| Partito dei Comunisti Italiani       | 424    | 4,00   | 1     |
| Socialisti Democratici Italiani      | 306    | 2,89   | 1     |
| Giovanni Bonora                      | 4.400  | 37,07  | 1     |
| Forza Italia                         | 3.051  | 28,77  | 4     |
| Alleanza Nazionale                   | 624    | 5,88   | 1     |
| Centro Cristiano Democratico         | 330    | 3,11   | -     |
| Sergio Toschi                        | 995    | 8,38   | 1     |
| Lega Nord                            | 947    | 8,93   | -     |
| Flaviano Forloni                     | 951    | 8,01   | 1     |
| Insieme per Melzo                    | 898    | 8,47   | -     |
| Claudio Gardinali                    | 644    | 5,42   | 1     |
| Partito della Rifondazione Comunista | 611    | 5,76   | -     |
| Gian Mario Bombelli                  | 185    | 1,56   | -     |
| Civica Libera Federale Melzo         | 180    | 1,70   | -     |
| Totale alle liste                    | 10.605 | 100,00 | 16    |
| TOTALE                               | 11.871 | 100,00 | 20    |

### Muggiò
| Candidati e Liste                    | Voti   | %      | Seggi |
| ------------------------------------ | ------ | ------ | ----- |
| Pietro Stefano Zanantoni             | 5.542  | 43,00  | -     |
| Forza Italia                         | 3.392  | 28,57  | 9     |
| Alleanza Nazionale                   | 1.049  | 8,84   | 2     |
| Muggiò al Centro-Alba                | 730    | 6,15   | 1     |
| Stefano Rijoff                       | 3.264  | 25,32  | 1     |
| Democratici di Sinistra              | 1.818  | 15,31  | 2     |
| Partito dei Comunisti Italiani       | 655    | 5,52   | 1     |
| Socialisti Democratici Italiani      | 369    | 3,11   | -     |
| Angelo Galletti                      | 1.331  | 10,33  | 1     |
| Lega Nord                            | 1.270  | 10,70  | 1     |
| Alessandro Dossola                   | 907    | 7,04   | 1     |
| Partito della Rifondazione Comunista | 863    | 7,27   | -     |
| Moreno Merati                        | 800    | 6,21   | 1     |
| Partito Popolare Italiano            | 756    | 6,37   | -     |
| Liviano Riva                         | 644    | 5,00   | -     |
| ViviMuggiò                           | 599    | 5,05   | -     |
| Rosario Lo Forte                     | 401    | 3,11   | -     |
| Unione per Muggiò                    | 372    | 3,13   | -     |
| Totale alle liste                    | 11.873 | 100,00 | 16    |
| TOTALE                               | 12.889 | 100,00 | 20    |

### Nova Milanese
| Candidati e Liste                                    | Voti   | %      | Seggi |
| ---------------------------------------------------- | ------ | ------ | ----- |
| Ermanno Brioschi                                     | 5.215  | 39,22  | -     |
| Forza Italia                                         | 4.082  | 33,71  | 9     |
| Alleanza Nazionale                                   | 885    | 7,31   | 1     |
| Laura Barzaghi                                       | 5.673  | 42,66  | -     |
| Democratici di Sinistra                              | 2.319  | 19,15  | 3     |
| Partito Popolare Italiano                            | 1.493  | 12,33  | 2     |
| Partito della Rifondazione Comunista                 | 830    | 6,85   | 1     |
| Federazione dei Verdi-Partito dei Comunisti Italiani | 307    | 2,54   | -     |
| Antonio Colombo                                      | 1.280  | 9,63   | 1     |
| Nova Duemila                                         | 1.272  | 10,50  | 1     |
| Loris Dante                                          | 1.130  | 8,50   | 1     |
| Lega Nord                                            | 922    | 7,61   | -     |
| Totale alle liste                                    | 12.110 | 100,00 | 17    |
| TOTALE                                               | 13.298 | 100,00 | 20    |

### Novate Milanese
| Candidati e Liste                    | Voti   | %      | Seggi |
| ------------------------------------ | ------ | ------ | ----- |
| Luigi Silva                          | 5.358  | 42,98  | -     |
| Forza Italia                         | 2.387  | 21,65  | 7     |
| Uniti per Novate                     | 1.344  | 12,19  | 3     |
| Alleanza Nazionale                   | 1.000  | 9,07   | 2     |
| Amalia Fumagalli                     | 5.005  | 40,15  | -     |
| Democratici di Sinistra              | 3.048  | 27,65  | 4     |
| Partito Popolare Italiano            | 953    | 8,64   | 1     |
| Partito dei Comunisti Italiani       | 285    | 2,59   | -     |
| Gino Marchetto                       | 779    | 6,25   | 1     |
| Lega Nord                            | 737    | 6,68   | -     |
| Roberto Poggi                        | 765    | 6,14   | 1     |
| Partito della Rifondazione Comunista | 737    | 6,68   | -     |
| Pierluigi Sostaro                    | 560    | 4,49   | -     |
| Federazione dei Verdi                | 534    | 4,84   | -     |
| Totale alle liste                    | 11.025 | 100,00 | 17    |
| TOTALE                               | 12.467 | 100,00 | 20    |

### Paderno Dugnano
| Candidati e Liste                      | Voti   | %      | Seggi |
| -------------------------------------- | ------ | ------ | ----- |
| Ezio Casati                            | 11.054 | 41,16  | -     |
| Democratici di Sinistra                | 4.631  | 19,13  | 9     |
| Federazione dei Verdi                  | 2.355  | 9,73   | 5     |
| Partito Popolare Italiano              | 2.114  | 8,73   | 4     |
| Maurizio Rimoldi                       | 9.029  | 33,62  | 1     |
| Forza Italia                           | 6.754  | 27,89  | 6     |
| Alleanza Nazionale                     | 1.700  | 7,02   | 1     |
| Centro Cristiano Democratico           | 87     | 0,36   | -     |
| Luigi Sangiovanni                      | 1.900  | 7,07   | 1     |
| Lega Nord                              | 1.842  | 7,61   | -     |
| Ernesto Cairoli                        | 1.460  | 5,44   | 1     |
| Partito della Rifondazione Comunista   | 1.424  | 5,88   | -     |
| Alfonso Fossati                        | 1.444  | 5,38   | 1     |
| Al Centro                              | 1.400  | 5,78   | -     |
| Paolo Zago                             | 1.280  | 4,77   | 1     |
| Partito dei Comunisti Italiani         | 1.236  | 5,10   | -     |
| Virginio Piatti                        | 691    | 2,57   | -     |
| Unione Democratica per Paderno Dugnano | 670    | 2,77   | -     |
| Totale alle liste                      | 24.213 | 100,00 | 25    |
| TOTALE                                 | 26.858 | 100,00 | 30    |

### Peschiera Borromeo
| Candidati e Liste                         | Voti   | %      | Seggi |
| ----------------------------------------- | ------ | ------ | ----- |
| Marco Malinverno                          | 4.684  | 38,97  | -     |
| Con Malinverno per Peschiera              | 2.377  | 23,00  | 9     |
| Partito Popolare Italiano                 | 537    | 5,19   | 2     |
| Sinistra Democratica                      | 446    | 4,31   | 1     |
| Lista Piromalli-Liberaldemocratici        | 208    | 2,01   | -     |
| Socialisti Democratici Italiani           | 161    | 1,56   | -     |
| Carla Bruschi                             | 2.896  | 24,09  | 1     |
| Forza Italia-Centro Cristiano Democratico | 2.177  | 21,06  | 3     |
| ViVi Peschiera                            | 388    | 3,75   | -     |
| Silvio Chiapella                          | 2.447  | 20,36  | 1     |
| Democratici di Sinistra                   | 1.421  | 13.75  | 2     |
| Partito della Rifondazione Comunista      | 543    | 5,25   | -     |
| Federazione dei Verdi                     | 200    | 1,93   | -     |
| Domenico Grillo                           | 676    | 5,62   | 1     |
| Alleanza Nazionale                        | 643    | 6,22   | -     |
| Claudio Viganò                            | 523    | 4,35   | -     |
| Peschiera Ambiente                        | 500    | 4,84   | -     |
| Giorgio De Ponti                          | 477    | 3,97   | -     |
| Lega Nord                                 | 452    | 4,37   | -     |
| Giorgio Conca                             | 220    | 1,83   | -     |
| Alleanza per Peschiera                    | 197    | 1,91   | -     |
| Eugenio Filograna                         | 97     | 0,81   | -     |
| Udeur                                     | 87     | 0.84   | -     |
| Totale alle liste                         | 10.337 | 100,00 | 17    |
| TOTALE                                    | 12.020 | 100,00 | 20    |

### Rozzano
| Candidati e Liste                    | Voti   | %      | Seggi |
| ------------------------------------ | ------ | ------ | ----- |
| Maria Rosa Malinverno                | 10.858 | 49,61  | -     |
| Democratici di Sinistra              | 5.872  | 30,34  | 13    |
| Partito Repubblicano Italiano        | 1.160  | 5,99   | 2     |
| Partito dei Comunisti Italiani       | 681    | 3,52   | 1     |
| Socialisti Democratici Italiani      | 585    | 3,02   | 1     |
| Federazione dei Verdi                | 553    | 2,86   | 1     |
| Giovanni Raffaello Canè              | 8.095  | 36,98  | 1     |
| Forza Italia                         | 5.923  | 30,60  | 8     |
| Alleanza Nazionale                   | 1.455  | 7,52   | 1     |
| Liberal Sgarbi                       | 251    | 1,30   | -     |
| Patto Segni                          | 53     | 0,27   | -     |
| Giuseppe Eriano                      | 1.289  | 5,89   | 1     |
| Partito della Rifondazione Comunista | 1.252  | 6,47   | -     |
| Marco De Bono                        | 1.103  | 5,04   | 1     |
| Lega Nord                            | 1.051  | 5,43   | -     |
| Antonino Grillo                      | 543    | 2,48   | -     |
| Partito Popolare Italiano            | 521    | 2,69   | -     |
| Totale alle liste                    | 19.357 | 100,00 | 27    |
| TOTALE                               | 21.888 | 100,00 | 30    |

### San Giuliano Milanese
| Candidati e Liste                    | Voti   | %      | Seggi |
| ------------------------------------ | ------ | ------ | ----- |
| Marco Toni                           | 9.107  | 49,77  | -     |
| Democratici di Sinistra              | 4.261  | 26,20  | 10    |
| Socialisti Democratici Italiani      | 1.184  | 7,28   | 3     |
| Partito della Rifondazione Comunista | 1.073  | 6,60   | 2     |
| ViviBene San Giuliano                | 950    | 5,84   | 2     |
| Partito Popolare Italiano            | 475    | 2.92   | 1     |
| Maria Spina                          | 5.883  | 32,15  | 1     |
| Forza Italia                         | 3.713  | 22,83  | 6     |
| Alleanza Nazionale                   | 1.300  | 7,99   | 2     |
| Insieme per Vincere                  | 424    | 2,61   | -     |
| Massimo Molteni                      | 2.187  | 11,95  | 1     |
| Sinistra per San Giuliano            | 766    | 4,71   | 1     |
| Federazione dei Verdi                | 683    | 4,20   | -     |
| Partecipazione e Solidarietà         | 344    | 2,12   | -     |
| Severino Ferrando                    | 896    | 4,90   | 1     |
| Lega Nord                            | 877    | 5,39   | -     |
| Damiano Raho                         | 226    | 1,24   | -     |
| Udeur                                | 213    | 1,31   | -     |
| Totale alle liste                    | 16.263 | 100,00 | 27    |
| TOTALE                               | 18.299 | 100,00 | 30    |

### Senago
| Candidati e Liste                    | Voti   | %      | Seggi |
| ------------------------------------ | ------ | ------ | ----- |
| Lino Maria Pogliani                  | 3.152  | 27,76  | -     |
| Per Senago                           | 1.310  | 12,58  | 6     |
| Democratici per Senago               | 1.293  | 12,41  | 6     |
| Angelo Raimondi Cominesi             | 4.381  | 38,59  | -     |
| Democratici di Sinistra              | 2.242  | 21,52  | 3     |
| Quartieri di Senago                  | 686    | 6,59   | 1     |
| Partito della Rifondazione Comunista | 663    | 6,37   | -     |
| Movimento Civico per Senago          | 391    | 3,75   | -     |
| Partito Popolare Italiano            | 277    | 2,66   | -     |
| Ambrogio Gaggioli                    | 2.939  | 25,89  | 1     |
| Forza Italia                         | 2.169  | 20,82  | 2     |
| Alleanza Nazionale                   | 553    | 5,31   | -     |
| Emilio Monti                         | 881    | 7,76   | -     |
| Lega Nord                            | 832    | 7,99   | -     |
| Totale alle liste                    | 10.416 | 100,00 | 18    |
| TOTALE                               | 11.353 | 100,00 | 20    |

### Settimo Milanese
| Candidati e Liste                                 | Voti   | %      | Seggi |
| ------------------------------------------------- | ------ | ------ | ----- |
| Emilio Bianchi                                    | 5.943  | 56,68  | -     |
| Democratici di Sinistra                           | 2.712  | 29,74  | 8     |
| Socialisti Democratici Italiani-Patto Democratico | 798    | 8,75   | 2     |
| Partito della Rifondazione Comunista              | 758    | 8,31   | 1     |
| Partito Popolare Italiano                         | 567    | 6,22   | 1     |
| Partito dei Comunisti Italiani                    | 175    | 1,92   | -     |
| Franco Orsi                                       | 3.794  | 36,18  | 1     |
| Forza Italia                                      | 2.507  | 27,50  | 5     |
| Alleanza Nazionale                                | 715    | 7,84   | 1     |
| Partito Socialista                                | 180    | 1,97   | -     |
| Giovanni Facchetti                                | 749    | 7,14   | 1     |
| Lega Nord                                         | 706    | 7,74   | -     |
| Totale alle liste                                 | 9.118  | 100,00 | 18    |
| TOTALE                                            | 10.486 | 100,00 | 20    |

## Bergamo

### Bergamo
| Candidati e Liste                          | Voti   | %      | Seggi |
| ------------------------------------------ | ------ | ------ | ----- |
| Cesare Veneziani                           | 28.737 | 40,31  | -     |
| Forza Italia                               | 14.978 | 23,92  | 16    |
| Alleanza Nazionale                         | 6.352  | 10,14  | 6     |
| Partito Democratico Cristiano              | 1.865  | 2,98   | 1     |
| Centro Cristiano Democratico - Patto Segni | 1.624  | 2,59   | 1     |
| I Liberal Sgarbi                           | 655    | 1,05   | -     |
| Bergamo per Bergamo                        | 562    | 0,90   | -     |
| Guido Vicentini                            | 22.073 | 30,96  | 1     |
| Democratici di Sinistra                    | 9.160  | 14,63  | 5     |
| Partito Popolare Italiano                  | 4.167  | 6,65   | 2     |
| I Democratici                              | 3.647  | 5,82   | 1     |
| Socialisti Democratici Italiani            | 1.079  | 1,72   | -     |
| Comunisti Italiani                         | 939    | 1,50   | -     |
| Raffella Bordogna                          | 13.128 | 18,41  | 1     |
| Lega Nord                                  | 9.973  | 15,92  | 4     |
| Bergamo Imprenditori                       | 579    | 0,92   | -     |
| Cattolici Padani                           | 250    | 0,40   | -     |
| Bergamo Sicura                             | 169    | 0,27   | -     |
| Massimo Tazioli                            | 2.849  | 4,00   | 1     |
| Federazione dei Verdi                      | 1.592  | 2,54   | -     |
| Lista Aperta                               | 737    | 1,18   | -     |
| Roberto Trussardi                          | 2.552  | 3,58   | 1     |
| Rifondazione Comunista                     | 2.429  | 3,88   | -     |
| Vittorio Vivona                            | 1.000  | 1,40   | -     |
| Bergamo Liberale                           | 939    | 1,50   | -     |
| Giancarlo Benzoni                          | 959    | 1,35   | -     |
| Fiamma Tricolore                           | 929    | 1,48   | -     |
| Totale alle liste                          | 62.625 | 100,00 | 36    |
| TOTALE                                     | 71.298 | 100,00 | 40    |

Fonte: Ministero dell'Interno

### Albino
| Candidati e Liste                         | Voti   | %      | Seggi |
| ----------------------------------------- | ------ | ------ | ----- |
| Mario Cugini                              | 5.030  | 48,11  | -     |
| Lega Nord                                 | 4.658  | 51,23  | 12    |
| Maurizio Perani                           | 3.866  | 36,97  | 1     |
| Partito Popolare Italiano                 | 1.625  | 17,87  | 3     |
| Nuova Proposta                            | 1.398  | 15,38  | 2     |
| Eugenio Portesi                           | 1.297  | 12,40  | 1     |
| Forza Italia-Centro Cristiano Democratico | 789    | 8,68   | 1     |
| Alleanza Nazionale                        | 370    | 4,07   | -     |
| Franco Mazza                              | 263    | 2,52   | -     |
| Unione Civica                             | 252    | 2,77   | -     |
| Totale alle liste                         | 9.092  | 100,00 | 18    |
| TOTALE                                    | 10.456 | 100,00 | 20    |

### Dalmine
| Candidati e Liste                                                                | Voti   | %      | Seggi |
| -------------------------------------------------------------------------------- | ------ | ------ | ----- |
| Francesca Bruschi                                                                | 6.391  | 48,60  | -     |
| Democratici di Sinistra                                                          | 1.562  | 13,32  | 4     |
| Partito Popolare Italiano                                                        | 1.507  | 12,85  | 3     |
| Socialisti Democratici Italiani                                                  | 1.030  | 8,78   | 2     |
| Dalmine Democratica (Partito della Rifondazione Comunista-Federazione dei Verdi) | 916    | 7,81   | 2     |
| Partito dei Comunisti Italiani                                                   | 484    | 4,13   | 1     |
| Antonio Bramani                                                                  | 3.504  | 26,65  | 1     |
| Lega Nord                                                                        | 3.296  | 28,10  | 3     |
| Tarcizio Amboni                                                                  | 3.255  | 24,75  | 1     |
| Forza Italia                                                                     | 2.289  | 19,51  | 3     |
| Alleanza Nazionale                                                               | 647    | 5,52   | -     |
| Totale alle liste                                                                | 11.731 | 100,00 | 18    |
| TOTALE                                                                           | 13.150 | 100,00 | 20    |

### Romano di Lombardia
| Candidati e Liste               | Voti   | %      | Seggi |
| ------------------------------- | ------ | ------ | ----- |
| Giuseppe Longhi                 | 3.237  | 31,89  | -     |
| Popolari per Longhi             | 3.024  | 32,01  | 9     |
| Luigi Beretta                   | 2.604  | 25,65  | 1     |
| Forza Italia                    | 1.144  | 12,11  | 2     |
| Alleanza Nazionale              | 921    | 9,75   | 1     |
| Centro Cristiano Democratico    | 227    | 2,40   | -     |
| Romualdo Natali                 | 1.623  | 15,99  | 1     |
| Lega Nord                       | 1.568  | 16,60  | 1     |
| Giuseppe Rossi                  | 1.129  | 11,12  | 1     |
| Democratici di Sinistra         | 1.093  | 11,57  | 2     |
| Sebastiano Prezioso             | 741    | 7,30   | 1     |
| Città Nuova                     | 695    | 7,36   | -     |
| Vito Milana                     | 601    | 5,92   | 1     |
| Lista Civica                    | 572    | 6,06   | -     |
| Mario Cislacchi                 | 217    | 2,14   | -     |
| Socialisti Democratici Italiani | 202    | 2,14   | -     |
| Totale alle liste               | 9.446  | 100,00 | 15    |
| TOTALE                          | 10.152 | 100,00 | 20    |

### Seriate
| Candidati e Liste                    | Voti   | %      | Seggi |
| ------------------------------------ | ------ | ------ | ----- |
| Marco Paolo Sisana                   | 5.249  | 41,72  | -     |
| Lega Nord                            | 4.772  | 42,22  | 12    |
| Luigi Cortesi                        | 2.694  | 21,41  | 1     |
| Forza Italia                         | 1.679  | 14,86  | 2     |
| Alleanza Nazionale                   | 736    | 6,51   | -     |
| Giulio Baroni                        | 2.580  | 20,51  | 1     |
| La Casa Comune                       | 1.688  | 14,94  | 2     |
| Partito Popolare Italiano            | 537    | 4,75   | -     |
| Mario Venturi                        | 765    | 6,08   | 1     |
| Vivi Seriate                         | 702    | 6,21   | -     |
| Marco Sironi                         | 680    | 5,41   | -     |
| Partito della Rifondazione Comunista | 614    | 5,43   | -     |
| Bruno Ippolito                       | 612    | 4,86   | 1     |
| Socialisti Democratici Italiani      | 574    | 5,08   | -     |
| Totale alle liste                    | 11.302 | 100,00 | 16    |
| TOTALE                               | 12.580 | 100,00 | 20    |

## Brescia

### Chiari
| Candidati e Liste                          | Voti   | %      | Seggi |
| ------------------------------------------ | ------ | ------ | ----- |
| Bartolomeo Facchetti                       | 4.616  | 41,09  | -     |
| Democratici di Sinistra                    | 1.073  | 11,33  | 4     |
| Partecipazione e Rinnovamento              | 1.043  | 11,01  | 4     |
| Partito Popolare Italiano                  | 1.029  | 10,86  | 3     |
| Patto tra i Democratici di Chiari (RI-SDI) | 312    | 3,29   | 1     |
| Pietro Capitanio                           | 3.743  | 33,32  | 1     |
| Forza Italia                               | 1.796  | 18,96  | 3     |
| Chiari Insieme                             | 580    | 6,12   | 1     |
| Centro Cristiano Democratico               | 550    | 5,81   | -     |
| Patti Chiari                               | 449    | 4,74   | -     |
| Sandro Mazzatorta                          | 2.235  | 19,90  | 1     |
| Lega Nord                                  | 2.034  | 21,47  | 2     |
| Eugenio Galli                              | 448    | 3,99   | -     |
| Alleanza Nazionale                         | 427    | 4,51   | -     |
| Luca Gorlani                               | 191    | 1,70   | -     |
| Partito della Rifondazione Comunista       | 181    | 1,91   | -     |
| Totale alle liste                          | 9.474  | 100,00 | 18    |
| TOTALE                                     | 11.233 | 100,00 | 20    |

### Lumezzane
| Candidati e Liste                    | Voti   | %      | Seggi |
| ------------------------------------ | ------ | ------ | ----- |
| Lucio Facchinetti                    | 6.421  | 44,59  | -     |
| Forza Italia                         | 3.552  | 27,98  | 8     |
| Democratici di Centro                | 1.096  | 8,63   | 2     |
| Unione Cacciatori                    | 663    | 5,22   | 1     |
| Alleanza Nazionale                   | 511    | 4,03   | 1     |
| Silvano Corli                        | 4.510  | 31,32  | -     |
| Partito Popolare Italiano            | 2.244  | 17,68  | 3     |
| Democratici di Sinistra              | 1.323  | 10,42  | 1     |
| Mario Salvinelli                     | 1.894  | 13,15  | 1     |
| Lega Nord                            | 1.813  | 14,28  | 1     |
| Livio Cavagna                        | 624    | 4,33   | 1     |
| Partito dell'Onestà                  | 587    | 4,62   | -     |
| Gianpietro Patelli                   | 489    | 3,40   | -     |
| Partito della Rifondazione Comunista | 474    | 3,73   | -     |
| Angiolino Seneci                     | 462    | 3,21   | -     |
| Per Lumezzane                        | 430    | 3,39   | -     |
| Totale alle liste                    | 12.693 | 100,00 | 17    |
| TOTALE                               | 14.400 | 100,00 | 20    |

### Montichiari
| Candidati e Liste                                  | Voti   | %      | Seggi |
| -------------------------------------------------- | ------ | ------ | ----- |
| Umberto Rosa                                       | 3.641  | 31,58  | -     |
| Lega Nord                                          | 2.839  | 28,05  | 12    |
| Terra                                              | 180    | 1,78   | -     |
| Valerio Isola                                      | 3.408  | 29,56  | 1     |
| Popolari per Montichiari                           | 2.990  | 29,54  | 3     |
| Ettore Dell'Aglio                                  | 3.041  | 26,38  | 1     |
| Forza Italia                                       | 1.592  | 15,73  | 2     |
| Nuova Montichiari Popolare                         | 509    | 5,03   | -     |
| Alleanza Nazionale                                 | 465    | 4,59   | -     |
| Centro Cristiano Democratico-Democratici di Centro | 402    | 3,97   | -     |
| Renato Baratti                                     | 1.438  | 12,47  | 1     |
| Democratici di Sinistra                            | 737    | 7,28   | -     |
| Partito della Rifondazione Comunista               | 408    | 4,03   | -     |
| Totale alle liste                                  | 10.122 | 100,00 | 17    |
| TOTALE                                             | 11.528 | 100,00 | 20    |

## Como

### Erba
| Candidati e Liste                                       | Voti   | %      | Seggi |
| ------------------------------------------------------- | ------ | ------ | ----- |
| Filippo Pozzoli                                         | 3.860  | 37,44  | -     |
| Lega Nord                                               | 2.180  | 23,28  | 8     |
| Cattolici Padani                                        | 981    | 10,48  | 4     |
| Marco Giuseppe Galli                                    | 3.699  | 35,88  | 1     |
| Forza Italia                                            | 2.043  | 21,82  | 3     |
| Uniti per Erba                                          | 812    | 8,67   | 1     |
| Alleanza Nazionale                                      | 583    | 6,23   | 1     |
| Centro Cristiano Democratico                            | 98     | 1,05   | -     |
| Roberto Losa                                            | 970    | 9,41   | 1     |
| L'Altracittà                                            | 934    | 9,97   | -     |
| Carlo Calvi                                             | 891    | 8,64   | 1     |
| Democratici di Sinistra-Socialisti Democratici Italiani | 867    | 9,26   | -     |
| Gian Pietro Testori                                     | 339    | 3,29   | -     |
| Partito della Rifondazione Comunista                    | 340    | 3,63   | -     |
| Carlo Rizzi                                             | 272    | 2,64   | -     |
| I Democratici                                           | 263    | 2,81   | -     |
| Ilia Benedetti Romanello                                | 180    | 1,75   | -     |
| Nuova Azione Erbese                                     | 169    | 1,80   | -     |
| Salvatore Palermo                                       | 99     | 0,96   | -     |
| Federalisti                                             | 94     | 1,00   | -     |
| Totale alle liste                                       | 9.364  | 100,00 | 17    |
| TOTALE                                                  | 10.310 | 100,00 | 20    |

### Mariano Comense
| Candidati e Liste                                                               | Voti   | %      | Seggi |
| ------------------------------------------------------------------------------- | ------ | ------ | ----- |
| Renato Livio Viganò                                                             | 4.934  | 39,63  | -     |
| Democratici di Sinistra                                                         | 2.012  | 17,82  | 6     |
| Popolari Marianesi                                                              | 1.375  | 12,18  | 4     |
| Insieme per Mariano                                                             | 855    | 7,57   | 2     |
| Francesco Orsi                                                                  | 3.426  | 27,52  | 1     |
| Forza Italia                                                                    | 2.425  | 21,48  | 3     |
| Alleanza Nazionale                                                              | 564    | 5,00   | -     |
| Centro Cristiano Democratico                                                    | 206    | 1,82   | -     |
| Renzo Fumagalli                                                                 | 3.396  | 27,27  | 1     |
| Lega Nord                                                                       | 3.209  | 28,43  | 3     |
| Eugenio Secchi                                                                  | 383    | 3,08   | -     |
| Società e Ambiente (Partito della Rifondazione Comunista-Federazione dei Verdi) | 354    | 3,14   | -     |
| Roberto Parotelli                                                               | 312    | 2,51   | -     |
| Socialisti Democratici Italiani                                                 | 288    | 2,55   | -     |
| Totale alle liste                                                               | 11.288 | 100,00 | 18    |
| TOTALE                                                                          | 12.451 | 100,00 | 20    |

## Cremona

### Cremona
| Candidati e Liste                | Voti   | %      | Seggi |
| -------------------------------- | ------ | ------ | ----- |
| Paolo Bodini                     | 23.216 | 50,03  | -     |
| Democratici di Sinistra          | 7.793  | 19,87  | 11    |
| Partito Popolare Italiano        | 3.617  | 9,22   | 5     |
| Cattolici Democratici Socialisti | 2.842  | 7,24   | 4     |
| I Democratici                    | 1.679  | 4,28   | 2     |
| Comunisti Italiani               | 1.117  | 2,85   | 1     |
| Federazione dei Verdi            | 730    | 1,86   | 1     |
| Gian Paolo Bonetti               | 12.552 | 27,05  | 1     |
| Forza Italia                     | 8.234  | 20,99  | 7     |
| Alleanza Nazionale               | 3.120  | 7,95   | 3     |
| Petrisso De Petris               | 3.274  | 7,06   | 1     |
| Lega Nord                        | 3.163  | 8,06   | 2     |
| Cinzia Anna Teresa Zampini       | 2.318  | 5,00   | 1     |
| Rifondazione Comunista           | 2.267  | 5,78   | 1     |
| Agostino Melega                  | 1.305  | 2,81   | -     |
| I Liberal Sgarbi                 | 1.172  | 2,99   | -     |
| Carmela Boldrini                 | 945    | 2,04   | -     |
| Partito Pensionati               | 917    | 2,34   | -     |
| Giuseppe Foderaro                | 930    | 2,00   | -     |
| Cremona al Centro                | 838    | 2,14   | -     |
| Gianfranco Mario Colace          | 924    | 1,99   | -     |
| Centro Cristiano Democratico     | 878    | 2,24   | -     |
| Giuseppe Bosio                   | 679    | 1,46   | -     |
| Vivere Cremona                   | 621    | 1,58   | -     |
| Stanislao Di Pascale             | 258    | 0,56   | -     |
| Alternativa per l'Italia         | 241    | 0,61   | -     |
| Totale alle liste                | 39.229 | 100,00 | 37    |
| TOTALE                           | 46.401 | 100,00 | 40    |

Fonte: Ministero dell'Interno

## Mantova

### Suzzara
| Candidati e Liste                    | Voti   | %      | Seggi |
| ------------------------------------ | ------ | ------ | ----- |
| Anna Bonini                          | 6.779  | 59,05  | -     |
| Democratici di Sinistra              | 4.515  | 43,14  | 11    |
| Partito Popolare Italiano            | 610    | 5,83   | 1     |
| Federazione dei Verdi                | 590    | 5,64   | 1     |
| Partito dei Comunisti Italiani       | 342    | 3,27   | -     |
| Socialisti Democratici Italiani      | 196    | 1,87   | -     |
| Vittorio Erlindo                     | 1.995  | 17,38  | 1     |
| I Democratici                        | 1.180  | 11,27  | 2     |
| Partito della Rifondazione Comunista | 446    | 4,26   | -     |
| Galeazzo Nosari                      | 1.406  | 12,25  | 1     |
| Forza Italia-Alleanza Nazionale      | 1.353  | 12,93  | 1     |
| Massimo Barbi                        | 772    | 6,72   | 1     |
| Lega Nord                            | 739    | 7,06   | -     |
| Matteo Calestani                     | 529    | 4,61   | 1     |
| Centro Cristiano Democratico         | 496    | 4,74   | -     |
| Totale alle liste                    | 10.467 | 100,00 | 16    |
| TOTALE                               | 11.481 | 100,00 | 20    |

## Varese

### Gorla minore
| Candidati e Liste                     | Voti  | %      | Seggi |
| ------------------------------------- | ----- | ------ | ----- |
| Livio Frigoli                         | 4.416 | 46,65  | -     |
| Democratici per Governare Castellanza | 1.619 | 21,93  | 7     |
| Città Nuova                           | 1.172 | 15,87  | 5     |
| Antonio Tellarini                     | 2.465 | 26,04  | 1     |
| Forza Italia                          | 1.267 | 17,16  | 2     |
| Alleanza Nazionale                    | 499   | 6,76   | 1     |
| Vivere Castellanza                    | 260   | 3,52   | -     |
| Luca Galli                            | 1.595 | 16,85  | 1     |
| Lega Nord                             | 1.090 | 14,76  | 2     |
| Lista Civica                          | 471   | 6,38   | -     |
| Antonio Vialetto                      | 426   | 4,50   | 1     |
| Partito Popolare Italiano             | 477   | 6,46   | -     |
| Marco Caldiroli                       | 298   | 3,15   | -     |
| Sinistra                              | 264   | 3,58   | -     |
| Antonina Di Dato                      | 267   | 2,82   | -     |
| Socialisti Democratici Italiani       | 264   | 3,58   | -     |
| Totale alle liste                     | 7.383 | 100,00 | 17    |
| TOTALE                                | 9.467 | 100,00 | 20    |

### Saronno
| Candidati e Liste                                     | Voti   | %      | Seggi |
| ----------------------------------------------------- | ------ | ------ | ----- |
| Pierluigi Gilli                                       | 9.518  | 42,08  | -     |
| Forza Italia                                          | 5.751  | 28,26  | 12    |
| Vivere Saronno                                        | 1.596  | 7,84   | 3     |
| Alleanza Nazionale                                    | 1.228  | 6,04   | 2     |
| Federico Franchi                                      | 8.199  | 36,25  | 1     |
| Democratici di Sinistra                               | 1.892  | 9,30   | 2     |
| Costruiamo Insieme Saronno                            | 1.723  | 8,47   | 2     |
| Partito Popolare Italiano                             | 1.096  | 5,39   | 1     |
| Città per Tutti (Federazione dei Verdi-Altri)         | 904    | 4,44   | 1     |
| Partito Repubblicano Italiano-I Democratici-Laburisti | 779    | 3,83   | 1     |
| Socialisti Democratici Italiani                       | 750    | 3,69   | -     |
| Edoardo Panizza                                       | 3.087  | 13,65  | 1     |
| Lega Nord                                             | 2.938  | 14,44  | 2     |
| Franco Legnani                                        | 973    | 4,30   | 1     |
| Partito della Rifondazione Comunista                  | 914    | 4,49   | -     |
| Dario Lucano                                          | 841    | 3,72   | 1     |
| Federalisti                                           | 776    | 3,81   | -     |
| Totale alle liste                                     | 20.347 | 100,00 | 26    |
| TOTALE                                                | 22.618 | 100,00 | 30    |